# Stroemiellus stroemi
Stroemiellus stroemi là một loài nhện trong họ Araneidae.
Loài này thuộc chi Stroemiellus. Stroemiellus stroemi được Tord Tamerlan Teodor Thorell miêu tả năm 1870.

## Hình ảnh

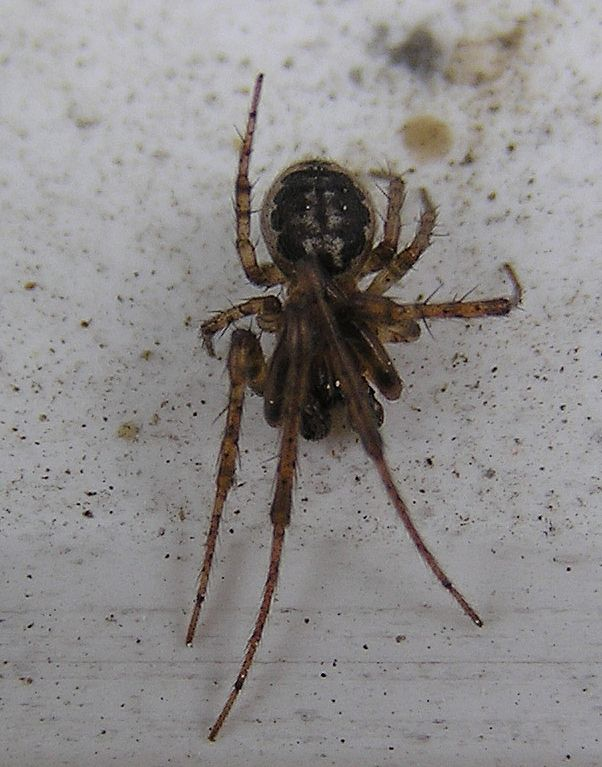
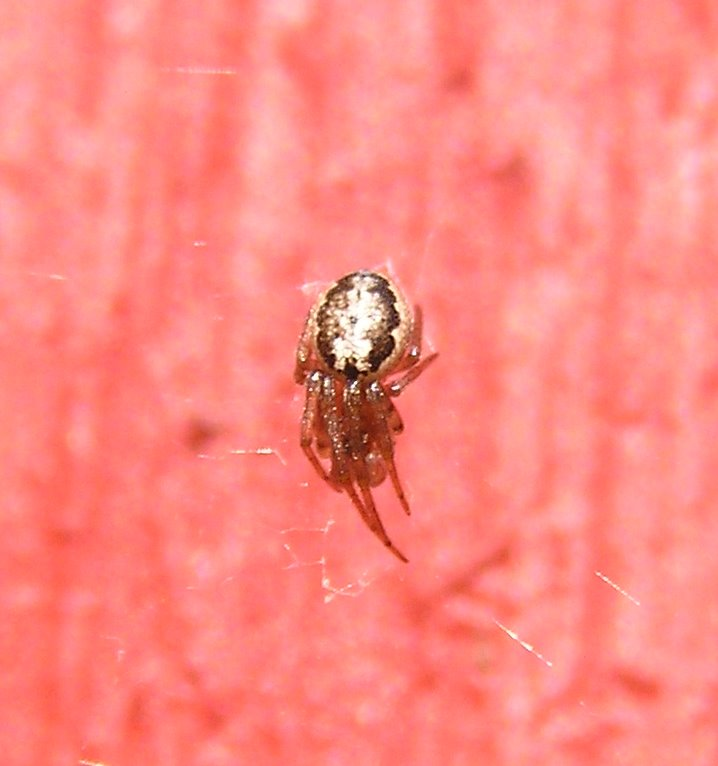
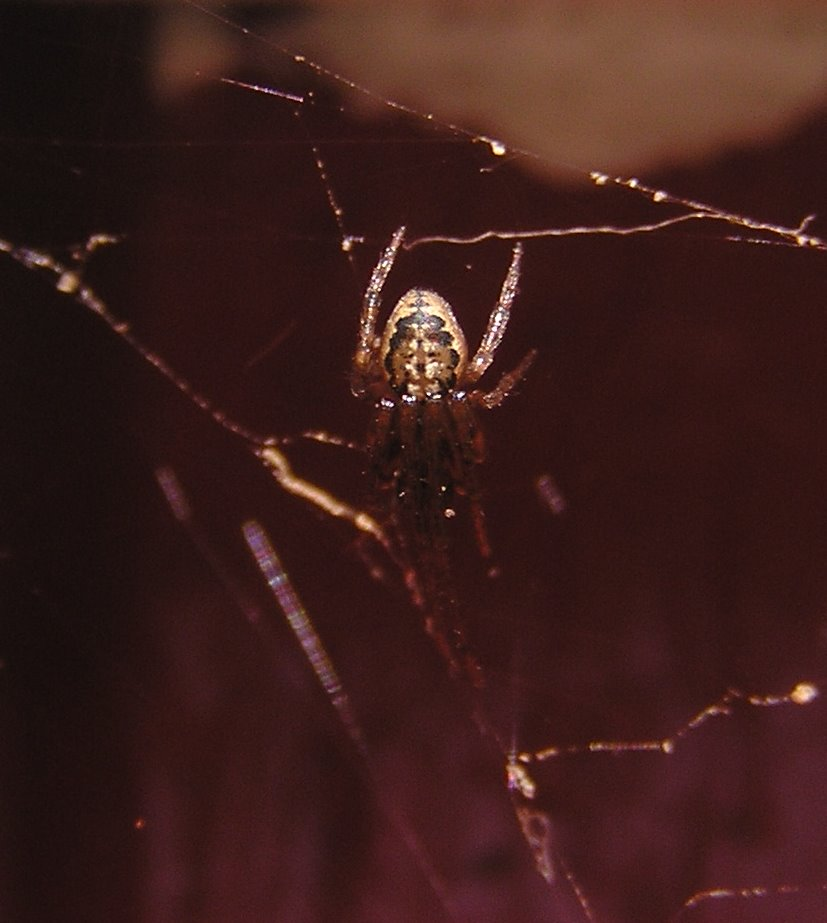